# جهولي لال (الهندوسية)
بالنسبة للهندوس السند، جهولي لال هو الاسم الذي يشير إلى ايشتا ديف (الأكثر احتراما) من الهندوس السند، الذي يعتبره تجسيدا للأله الهندوسي فارونا.
يعتقد أن جهولي لال تقليديًا كان يقوم بالعديد من المعجزات، وعادة ما تتمحور حول نهر إندس الذي يعتبره الهندوس مسكنه. يعبد الهندوس السند يولال في ضريح أودرو لال في إقليم السند الباكستاني، الذي يستخدمه الهندوس بشكل مشترك مع مسلمون الهندوس السند الذين يقدسون الضريح باعتباره قبر شيخ طاهر.

## إرث
جهولي لال هو إشتا ديف (فضل الله) من شعب الهندوس السندية. لا يزال جهولي لال هو قوة التوحيد ومركز جميع الأنشطة الثقافية للمجتمع السندي. مشتق من كلمة السندية من نهر سيندهو (الآن نهر إندوس في باكستان). عندما يخرج رجال السندية إلى البحر، تصلي نسائهم إلى جهولي لال من أجل عودتهم سالمين. يرحب السنديون في جميع أنحاء العالم ببعضهم بعبارة «جهولي لال بيرا هي بار».
على الرغم من أنه لا يُعرف الوقت والتاريخ الدقيقين لتجسيد جهولي لال، إلا أن عام ميلاده يُقدر في وقت ما في منتصف القرن العاشر. من المعتقد على نطاق واسع بين الهندوس أن إله الماء المتجسد جهولي لال حررهم من المحن والقمع الشديد من الغزاة الإسلاميين الذين هاجموا وحصلوا على أراضيهم أولاً ثم أجبروهم على اعتناق إسلام.
وفقا للتقاليد الهندوسية، أمر حاكم مسلم استبدادي اسمه ميرخاشه من ثاتا بأن يعتنق الهندوس المحليون إسلام خلال 24 ساعة. صلى الهندوس المحليون الذين يخشون من هذه الفتوى على ضفاف نهر إندوس، حيث رأوا بعد ذلك رؤية الإله الهندوسي فارونا الذي أخبر المصلين أنه سيعيد تجسيد نفسه كطفل يولد في ناصربور من أجل تحريرهم من صعوباتهم.
ثم ولد الطفل جهولي لال في اليوم الأول من الشهر الهندوسي شيترا. عندما سمع عن أمر ولادة الرضيع، أمر ميرخاشه وزيره أهيريو بقتل الرضيع باستخدام بتلة ورد مسممة. عندما رآى أهيريو الرضيع ابتسم، وتلفت زهرة الورد المسمومة من حيازة أهيريو. عندما لاحظ أهيريو بصر جهولي لال للمرة الثانية، فاجأه أن يرى أن الرضيع قد نما إلى رجل مسن. ثم قال الرجل المسن تحولت إلى شاب، ثم محارب على ظهور الخيل أمام عيون أهيريو.
عاد أهيريو لسرد القصة إلى ميرخاشه، الذي بعد ذلك انتقد أهيريو، وأمره بالمغادرة ودعوة جهولي لال من قبل ضفاف نهر السند. عندما دعا جهولي لال، ظهر المحارب على ظهور الخيل من النهر ليظهر إلى أهيريو بجيش يرافقة. توسل أهيريو مرعوباً من جهولي لال لتقييد جيشه. ثم اختفى جيش جهولي لال مرة أخرى في نهر إندوس، في حين عاد أهيريو إلى القصر لإعادة سرد القصة إلى ميرخاشه. ظل ميرخاشه متشككا، لكنه دعا جهولي لال إلى بلاطه بقصد تحويل جهولي لال بالقوة. ثم يقال إن جهولي لال اختفى، تاركا ميرخاشة غاضباً. ثم أمر ميرخاشه بأن يعتنق جميع الهندوس إسلام على الفور. ثم هرع الهندوس إلى البيت في ناصربور حيث وُلد جهولي لال، ووجد جهولي لال هناك رضيعًا. كان الرضيع يقدس الهندوس المفزوع وأمرهم بالتجمع في معبد بالقرب من نهر إندوس. عند التجمع، اندلعت عاصفة نارية وأغرقت قصور ميرخاشه. هرب الملك إلى ضفاف النهر، حيث وجد جهولي لال، الآن مرة أخرى محارب، وأتباعه الهندوس محتميين من العاصفة. سقط الملوك عند أقدام جهولي لال، ثم هدأت العاصفة بحركة من يد جهولي لال.

## المهرجانات

### شيتي تشاند
يشير مهرجان شيتي تشاند في شهر شيترا الهندوسي إلى وصول الربيع والحصاد، ولكن في المجتمع الهندوسي السندي، يشير أيضًا إلى الولادة الأسطورية لأدريولال في عام 1007، بعد صلاتهم إلى الإله الهندوسي فارونا لإنقاذهم من الاضطهاد من قبل الحاكم المسلم الطاغية المسمى ميرخاشه. تحولت الحضارة إلى محارب ورجل العجوز الذي بشر وووبخ ميرخاشه أن المسلمين والهندوس يستحقون نفس الحريات الدينية. هو مثل جهولي لال، أصبح المنقذ للهندوس السند، الذين وفقا لهذه الأسطورة احتفلوا بالسنة الجديدة كعيد ميلاد أدريولال.

### تشاليا صاحب
تشاليو، وتسمى أيضا تشاليو صاحب، هو مهرجان لمدة أربعين يوما، يحتفل فيه الهندوس السند للتعبير عن امتنانهم جهولي لال لانقاذهم من التحول الوشيك إلى إسلام. يتم الاحتفال بالمهرجان الذي يستمر لمدة 40 يومًا كل عام في شهري يوليو وأغسطس، وتختلف التواريخ وفقًا للتقويم الهندوسي.

## ضريح أُديرو لال
يقع ضريح جهولي لال في أُديرو لال في منطقة ماتياري، على بعد حوالي 40 كم من منطقة سنقار في سيندا. يمكن للهندوس والمسلمين أن يصلوا في نفس المكان في وقت واحد. نواب شاه، حيدر أباد، ماتياري، سانغهار، ميربور خاس هي المدن الرئيسية القريبة التي تصل إلى الضريح بالقرب من تاندو آدم.

## شعار جهولي لال
(جيڪو چوندو جهولي لال، تَنهن جا ٿيندا ٻيڙا پار)، بمعنى أن أي شخص يقول جهولي لال سوف تصل سفينته إلى الشواطئ بأمان.

### الأيقنة
- في الشكل الأكثر شيوعا، يتم تمثيل جهولي لال كرجل ملتح يجلس متصالب الساقين على زهرة اللوتس التي ترتكز على سمكة بالا شوهدت تطفو على نهر السند.[15] يحمل نصًا مقدسًا وأحيانًا سبحة. وهو يرتدي تاجًا ذهبيًا مع ريش طاووس ويرتدي ملابس ملكيّة.[16][17]

- في شكل آخر، يظهر وهو يقف على أسماك نباتية أو زهرة اللوتس، ويحمل طاقمه بكلتا يديه للإشارة إلى القيادة.[18]